# نوبل جونز غريغوري
نوبل جونز غريغوري (بالإنجليزية: Noble Jones Gregory)‏ هو محاسب ومستثمر وأمين صندوق ومصرفي وسياسي أمريكي، ولد في 30 أغسطس 1897 في الولايات المتحدة، وتوفي في 26 سبتمبر 1971 في نفس البلد. حزبياً، نشط في الحزب الديمقراطي. وقد انتخب أمين الخزينة وانتخب عضو مجلس النواب الأمريكي.